# Черкаський тролейбус
Черкáський тролейбус — тролейбусна система міста Черкаси.

## Історія
Тролейбусний парк у Черкасах був відкритий 5 листопада 1965 року. Першими тролейбусами були ЛАЗ 695Т, які складались в Одесі як ОдАЗ-695Т.

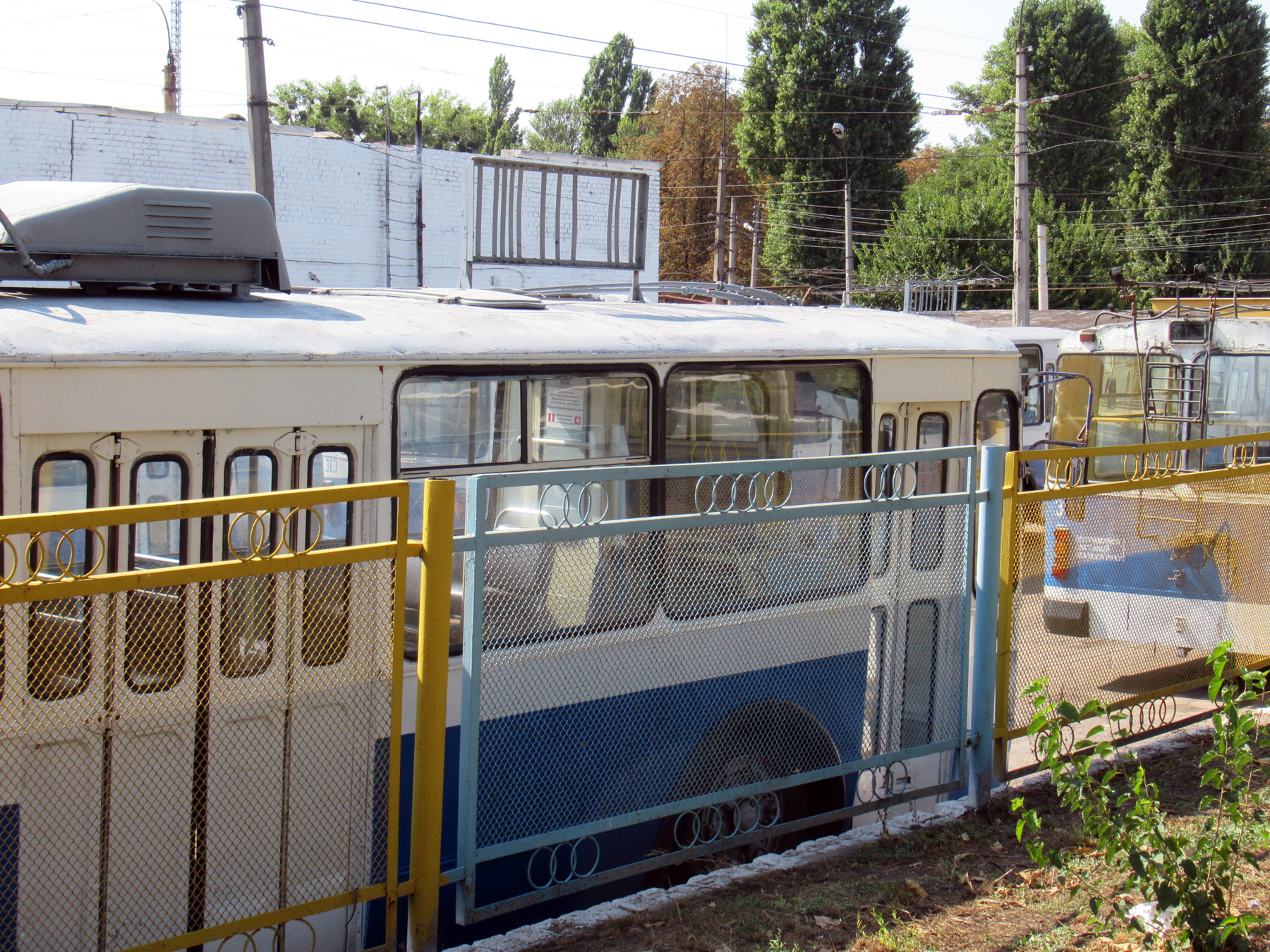
штрихкоди на дахах тролейбусів (світлина 2019 р.) – колишня система навігації, аналогічна львівським трамваям

1996 року була прокладена тролейбусна лінія до аеропорту. Тоді з'явилися маршрути № 14Е і 15Е. Літера «Е» означала «Експрес». Маршрут № 14Е пролягав від вулиці Сумгаїтської до аеропорту, а маршрут № 15Е від залізничного вокзалу. Курсували вони дуже швидко, так як пропускали деякі зупинки. Пізніше лінію від вулиці Сумгаїтської продовжили до вулиці Руставі і маршрут № 14Е перетворився в звичайний маршрут № 14. Маршрут № 15Е було подовжено до річкового порту і перейменували в маршрут № 5Е. Маршрут існував до великого скорочення, потім його намагалися відновити 2006 року, але проіснував він недовго.
Починаючи з 1999 року, часів, коли всі автобуси були або «експресами» або комерційними, з'явилися комерційні тролейбуси. Вони відрізнялися від звичайних цифрою «3» попереду звичайного номера, проїзд коштував 20 коп. (в звичайних 30 коп.), але платили всі категорії пасажирів. Тоді існували трьохзначні тролейбусні маршрути — № 310 та 322 (Санаторій «Україна» — вул. Конєва).
Існував маршрут № 70, який був подовженим до санаторію «Україна» варіантом маршруту № 7. Сьогодні цей маршрут називається № 7А. Існували маршрути № 16 і 17, які складали рівно половину від маршруту № 1. Маршрут № 16 курсував від санаторію «Україна» до Будинку торгівлі, а маршрут № 17 — від будинку торгівлі до заводу «Аврора».
На період ремонту тролейбусної лінії в центрі міста, було введено маршрути № А та Б. Маршрут А курсував по кільцю вул. Смілянська — вул. 30 років Перемоги — вул. Сумгаїтська — бульвар Шевченка, а маршрут Б відповідно навпаки. Саме ці маршрути послужили прообразами нинішніх автобусних маршрутів № 22 і 25.
22 квітня 2016 року відбулася офіційна передача 15 тролейбусів моделі БКМ 321 від ПАТ «Азот» місту, а з 6 травня 2016 року розпочали роботу на міських маршрутах.
Протягом квітня 2017 року черкаські тролейбуси охоплено системою моніторингу громадського транспорту через мобільний додаток MapaMagic.
22 січня 2021 року, через зміни в умовах нарахування виплат з міського бюджету, всі 5 спеціальних рейсів, які вели до Азоту, замінилися на звичайні рейси із новими номерами маршрутів.
Станом на травень 2021 року 69 тролейбусів комунального підприємства «Черкасиелектротранс» майже досягли 40-річного віку й потребують заміни. Щотижня на КП відбувається в середньому від 100 до 120 ремонтів електротранспорту.

## Маршрути

### Діючі маршрути
| №  | Карта | Опис маршруту |
| -- | ----- | --- |
| 1  |       | Санаторій «Україна» → Соснівка → бульвар Шевченка → Центр → площа 700-річчя Черкас → Завод «Аврора»                                                                     |
| 1А |       | Санаторій «Україна» → Соснівка → Бульвар Шевченка → Центр → площа 700-річчя Черкас → Вулиця Дорошенка                                                                   |
| 2  |       | Вулиця Дорошенка → площа 700-річчя Черкас → бульвар Шевченка → вулиця Чорновола → Хімселище → Черкаський шовковий комбінат                                              |
| 3  |       | Санаторій «Україна» → Соснівка → бульвар Шевченка → Центр → вулиця Смілянська → Залізничний вокзал                                                                      |
| 4  |       | Вулиця Генерала Момота → вулиця Одеська → вулиця Грушевського → бульвар Шевченка → Центр → вулиця Смілянська → Хімселище → Тролейбусний парк → ЗХВ-3 (по вихiдним дням) |
| 4А |       | Вулиця Генерала Момота → вулиця Одеська → вулиця Грушевського → бульвар Шевченка → Центр → вулиця Смілянська → Залізничний вокзал                                       |
| 6  |       | Вулиця Руставі → ПрАТ "Азот" |
| 6А |       | Вулиця Генерала Момота → ПрАт "Азот" |
| 7  |       | Санаторій «Україна» → бульвар Шевченка → Центр → вулиця Чорновола → Тролейбусний парк → ПрАТ "Азот"                                                                     |
| 7А |       | Санаторій «Україна» → Соснівка → вулиця Бандери → бульвар Шевченка → Центр → вулиця Чорновола → Тролейбусний парк                                                       |
| 8  |       | Вулиця Руставі → вулиця 30-річчя Перемоги → вулиця Смілянська → Залізничний вокзал → вулиця Смілянська → Бульвар Шевченка → площа 700-річчя Черкас → Завод «Аврора»     |
| 8Р |       | Епiцентр→ вулиця Смілянська → залізничний вокзал → вулиця Смілянська → бульвар Шевченка → площа 700-річчя Черкас → Завод «Аврора»                                       |
| 9  |       | Річковий вокзал → вул. В`ячеслава Чорновола → ПрАТ "Азот" |
| 10 |       | Річковий вокзал → вулиця Припортова → бульвар Шевченка → Центр → вулиця Грушевського → вулиця Одеська → вулиця Сумгаїтська → Вулиця Теліги                              |
| 11 |       | Вулиця Руставі → вулиця Одеська → вулиця Грушевського → бульвар Шевченка → площа 700-річчя Черкас → Вулиця Дорошенка                                                    |
| 12 |       | Сезонний (квітень — жовтень) Вулиця Руставі → вулиця Одеська → вулиця Грушевського → бульвар Шевченка → вулиця Іллєнка → Вантажний порт                                 |
| 13 |       | Тролейбусний парк → вулиця Новопречистенька → Сади → ПрАт "Азот" |
| 14 |       | Вулиця Генерала Момота → Вулиця Руставі → вулиця 30-річчя Перемоги → вулиця Смілянська → Залізничний вокзал                                                             |
| 15 |       | Площа Слави → вул. Симиренківська → ПрАТ «Азот» |
| 16 |       | Площа Слави → вул. Сумгаїтська → ПрАТ "Азот" |
| 20 |       | ПрАТ «Азот» → (кільцевий) пр. Хіміків → вул. Смілянська → бульв. Шевченка → Будинок Торгiвлi → вул. Чорновола                                                           |
| 50 |       | Вантажний порт → вулиця Іллєнка → бульвар Шевченка → вулиця Смілянська → Епiцентр                                                                                       |
| 90 |       | Річковий вокзал → вул. Симиренківська → ПАТ "Азот" |

### Зміни в маршрутах
- Маршрут № 3 раніше проходив від санаторію «Україна» до аеропорту.
- У червні 2012 року був відновлений маршрут № 5 (деякий час № 105), але під № 50.
- Маршрут № 6 раніше проходив від вулиці Руставі до ВО «Азот», а маршрут № 6А — від вулиці Генерала Момота до тролейбусного парку.
- Сучасний маршрут № 7А раніше мав № 70.
- За маршрутом № 8 тролейбуси до 2008 року курсували від ВО «Аврора» до залізничного вокзалу. Маршрути № 8, 8А та 8Р знову прямують через залізничний  вокзал тільки при поверненні з вулиці Руставі.
- Маршрут № 9 був тимчасово відновлений у грудні 2014 року
- Маршрут № 11 спочатку починався від вулиці Можайського (нині — вулиці Степана Бандери), пізніше від вулиці Сєдова (нині — вулиці Новопречистенської), ще пізніше від річкового вокзалу, потім взагалі ліквідований. Тимчасово відновлений у грудні 2014 року за останнім варіантом, і знову у дії з 2018 року.
- Маршрут № 12 раніше починався від вантажного порту, пізніше — від річкового вокзалу. На початку вересня 2016 року його було відновлено за першим варіантом і працював він сезонно — з 15 квітня по 15 жовтня. Незабаром його було закрито і знову відновлено у 2018 році як сезонний маршрут.
- Маршрут № 14 на певний час був скасований, але у травні 2012 року відновив свою роботу.
- З листопада 2011 по січень 2012 роки деякі маршрути були здубльовані, наприклад № 1 та № 11. При цьому маршрути-дубльори відрізнялися від оригінальних лише відсутністю безкоштовних місць для пільгових категорій.
- У середині 2016 року маршрут № 14 подовжили до Лісового мікрорайону, з'єднавши його з аеропортом.
- У поминальні дні відновлюється робота маршруту № 6А «Тролейбусний парк — Вулиця Генерала Момота».

### Цікавий факт про маршрут
У Черкасах діє лише два тролейбусних маршрута: № 6 й № 14, що зовсім не проходять по бульвару Шевченка.

## Рухомий склад
Станом на 1 січня 2017 року на балансі КП «ЧЕТС»перебувало 98 пасажирських та 7 службових тролейбусів. Для порівняння, 1992 року був максимум кількості тролейбусів — 159.
У квітні 2020 року Черкаси подали заявку на участь у кредитній програмі "Міський громадський транспорт в Україні ІІ". Місто хоче придбати 10 одинарних троллейбусів, 15 одинарних тролейбусів з автономним ходом та 20 зчленованих тролейбусів.

### Сучасні моделі тролейбусів
| Діючий рухомий склад                           |      |                                    |                         |                 |                                                                                 |
| Модель                                         | Фото | Виробник                           | Кількість на 01.01.2019 | Роки постачання | Примітки                                                                        |
| ---------------------------------------------- | ---- | ---------------------------------- | ----------------------- | --------------- | ------------------------------------------------------------------------------- |
| ЗіУ-682 (ГН; В00; В-012В0А; УА; В-013В0В; Г00) |      | РРФСР / Росія, Завод ім. Урицького | 39                      | 1987—1994       | У1—У4, 288—366                                                                  |
| ЗіУ-683Б[Б00]                                  |      | РРФСР / Росія, Завод ім. Урицького | 20                      | 1991—1994       | 2001—2026                                                                       |
| ЗіУ-6205                                       |      | РРФСР / Росія, Завод ім. Урицького | 10                      | 1993—1994       | 2027—2036                                                                       |
| Київ-12.05                                     |      | Україна, ДП «Антонов»              | 1                       | 1996            | 2037 — єдиний у світі тролейбус даної модифікації, подарунок Черкасам від Києва |
| ЛАЗ E183D1                                     |      | Україна, ЛАЗ                       | 4                       | 2006            | 372—375                                                                         |
| БКМ 321                                        |      | Білорусь, Белкомунмаш              | 15                      | 2012            | 385—399                                                                         |
| БКМ 32102                                      |      | Білорусь, Белкомунмаш              | 1                       | 2012            | 376                                                                             |
| Богдан Т70117                                  |      | Україна, Корпорація «Богдан»       | 8                       | 2015            | 377—384                                                                         |
| ЗіУ-682УА                                      |      | РРФСР, Завод ім. Урицького         | 1988                    | 1               | 319 (експортний, з автономним ходом від АКБ)                                    |
| Спеціальні тролейбуси                          |      |                                    |                         |                 |                                                                                 |
| КТГ-1                                          |      | УРСР, · КЗЕТ                       | 1                       | 1986            | ТВ-4                                                                            |
| КТГ-4                                          |      | УРСР, · КЗЕТ                       | 1                       | 1990            | ТВ-5                                                                            |

### Історичні моделі тролейбусів
Раніше в Черкасах експлуатувались такі моделі тролейбусів:
| Історичні моделі тролейбусів |                   |                                      |
| Модель                       | Роки експлуатації | Бортові номери                       |
| ---------------------------- | ----------------- | ------------------------------------ |
| ОдАЗ-695Т                    | 1965—1966         | 1—40                                 |
| Київ-2, Київ-4               | 1967—1974         | 41-46, 58—60, 67—68 47, 55—56, 69—88 |
| Київ-6                       | 1972—1988         | 89—131, 162—164, 185—186             |
| КТБ-1                        | 1967              | 48—54, 61—66                         |
| ЗіУ-5Д                       | 1972—1976         | 132—140                              |
| ЗіУ-682Б                     | 1973—1988         | 140—161, 165—183                     |
| ЗіУ-682В                     | 1976—2003         | 187—263                              |
| Київ-11у                     | 1993—2001         | 370—371                              |

## Вартість проїзду
Для оплати проїзду в Черкасах використовується разовий квиток, який дає право однієї поїздки або місячний проїзний квиток.
| Динаміка зростання вартості проїзду | Динаміка зростання вартості проїзду | Динаміка зростання вартості проїзду |
| Дата встановлення тарифу            | Вартість проїзду, ₴                 | Примітка                            |
| ----------------------------------- | ----------------------------------- | ----------------------------------- |
| До 30 листопада 2018                | 2,00                                |                                     |
| 1 грудня 2018                       | 3,00                                |                                     |
| 1 квітня 2021                       | 5,00                                | [ 7 ]                               |
| 1 липня 2022                        | 10,00                               |                                     |
| 10 березня 2025                     | 13,00                               |                                     |

З 1 грудня 2018 року вартість проїзду становить 3 ₴, для громадян проїзний коштує 150,00 ₴, для підприємств — 225,60 ₴. З 1 квітня 2021 року вартість проїзду становить 5 гривень. З 1 липня 2022 року вартість проїзду становить 10 гривень. З 10 березня 2025 року вартість проїзду становить 13 гривень.

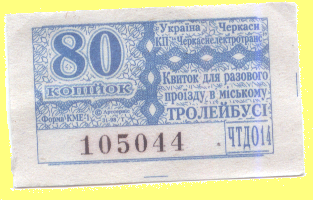
Разовий квиток на проїзд, (2009)
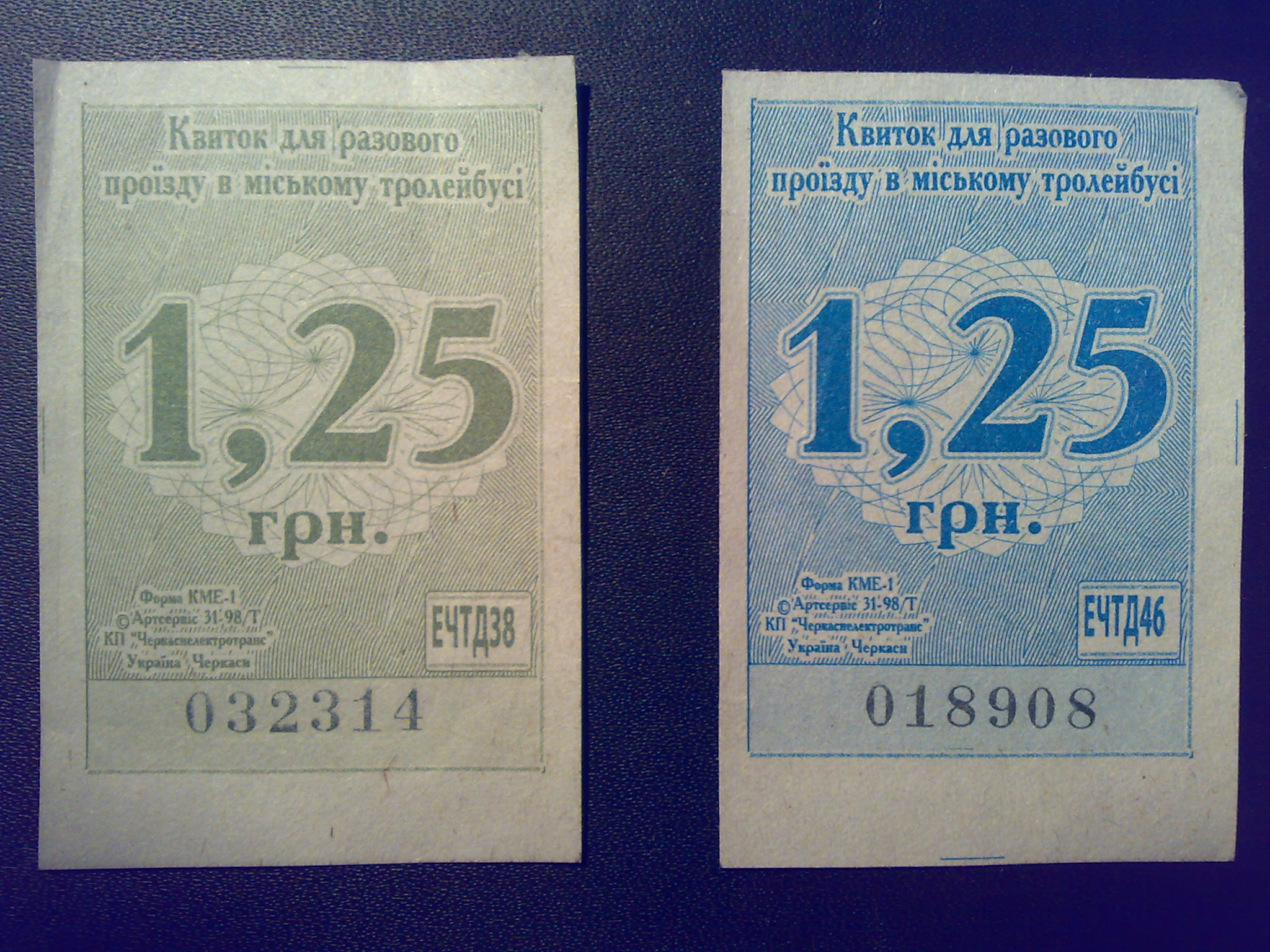
Разовий квиток на проїзд, (2011)
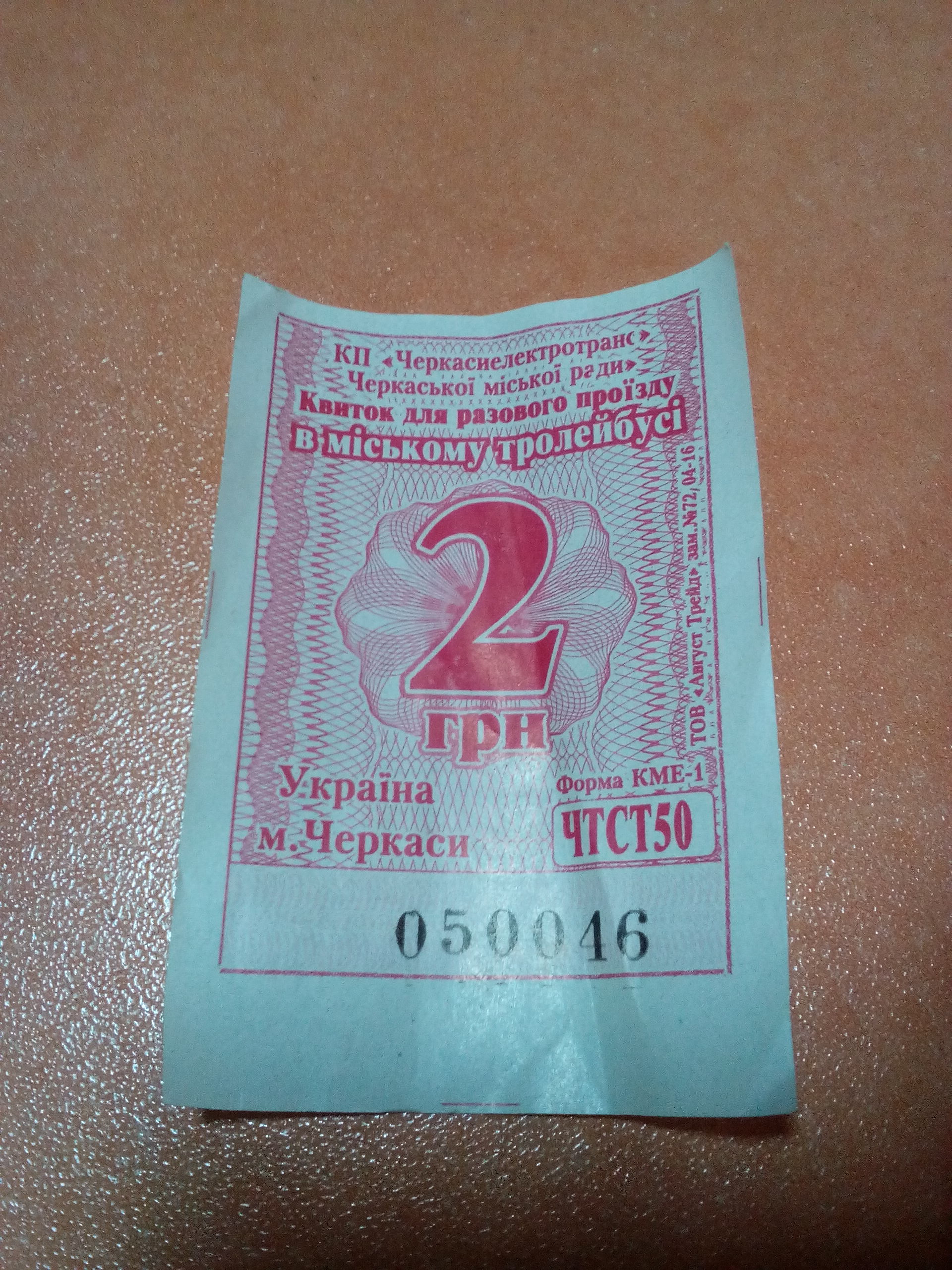
Разовий квиток на проїзд, (2017)

## Енергогосподарство
Живлення мережі забезпечується 11 тяговими підстанціями.

## Галерея

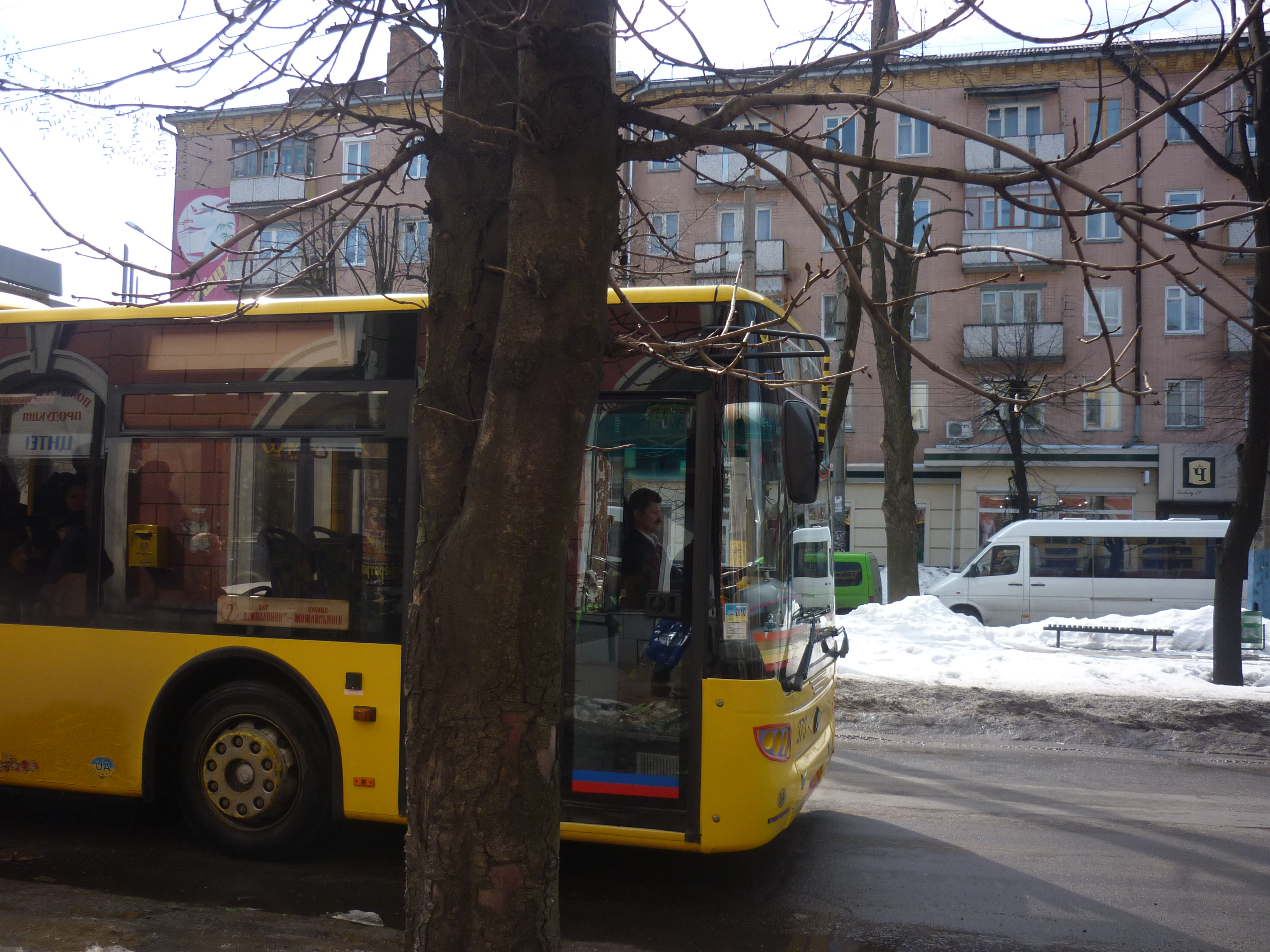
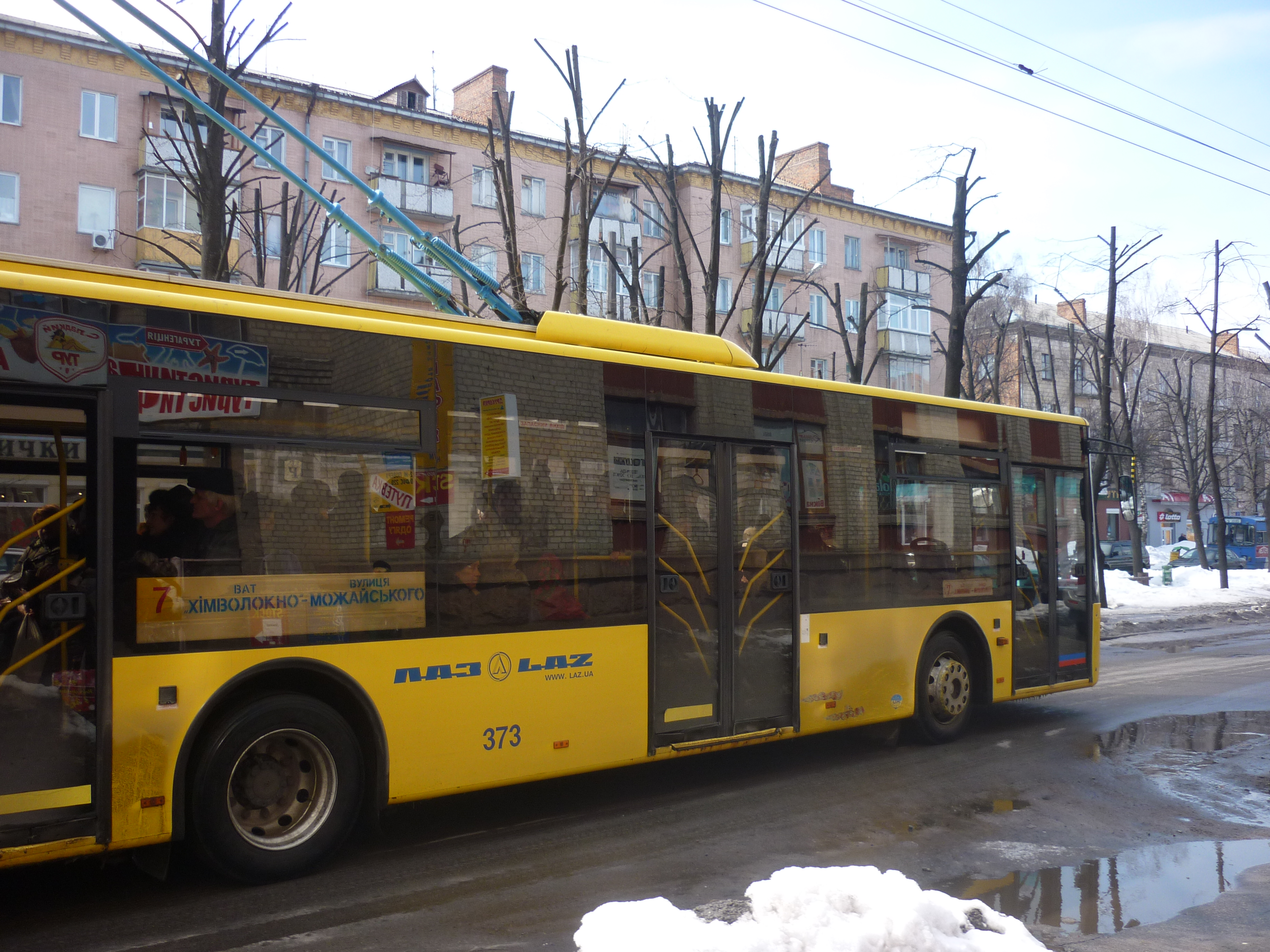
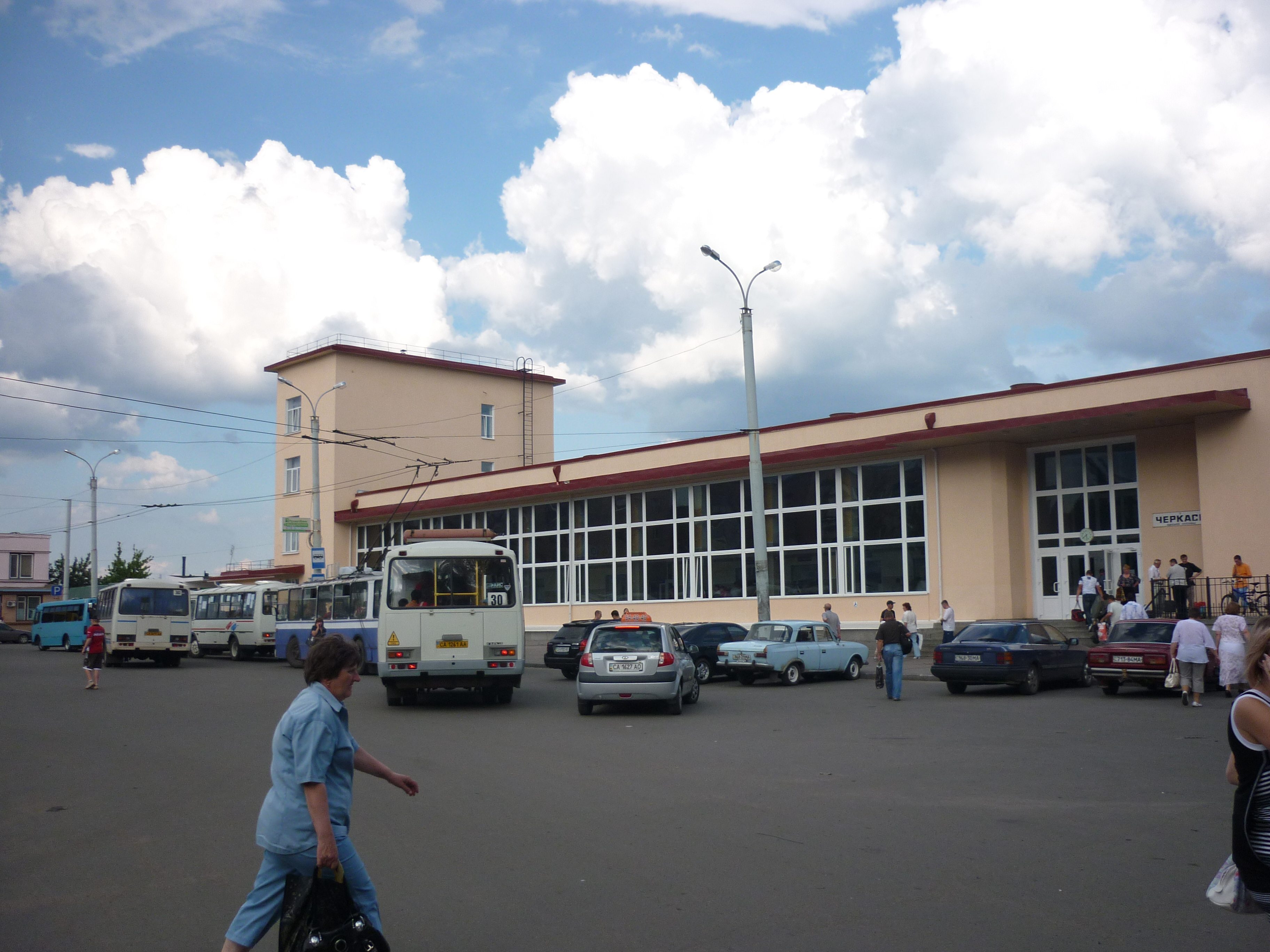
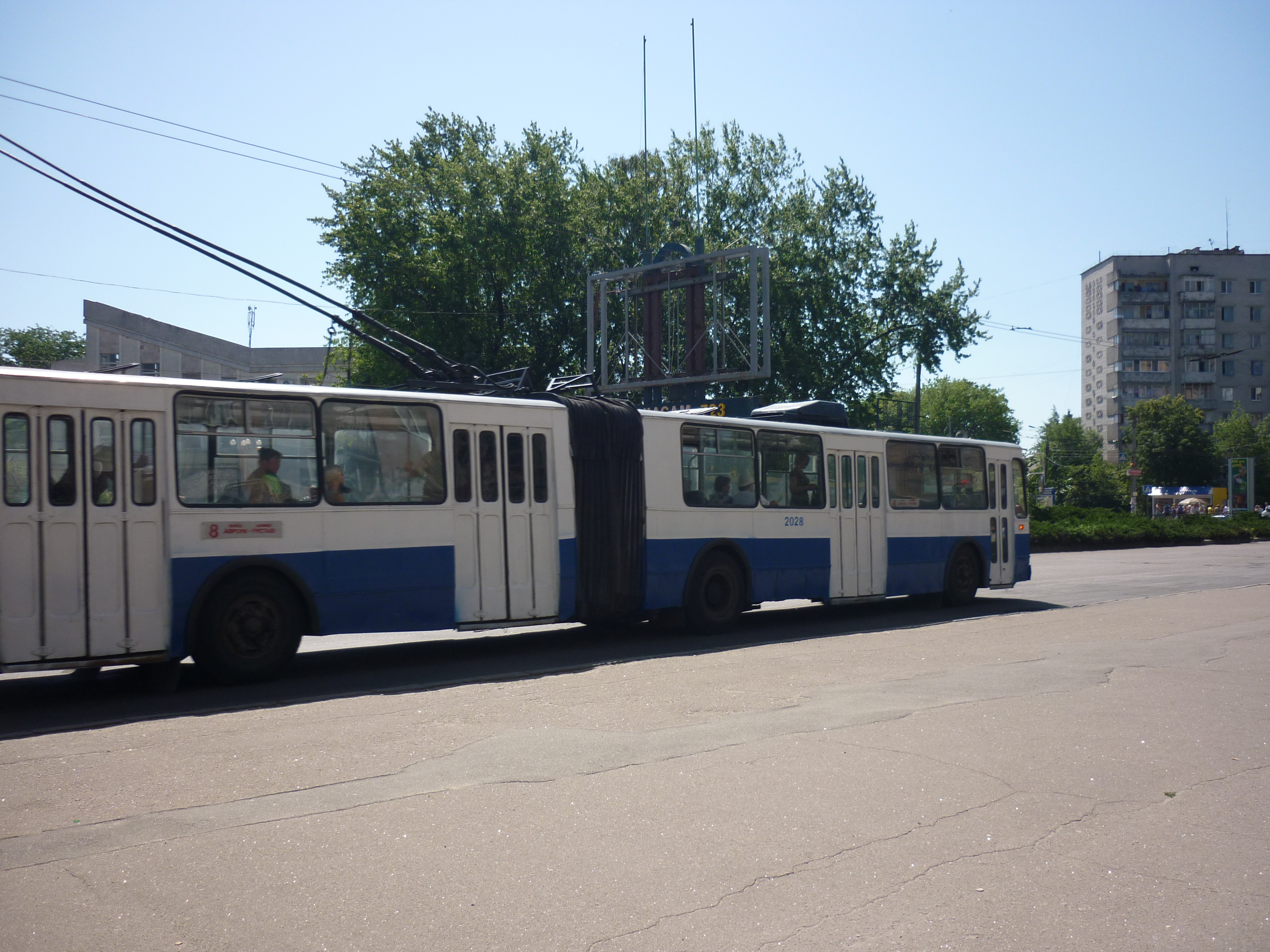
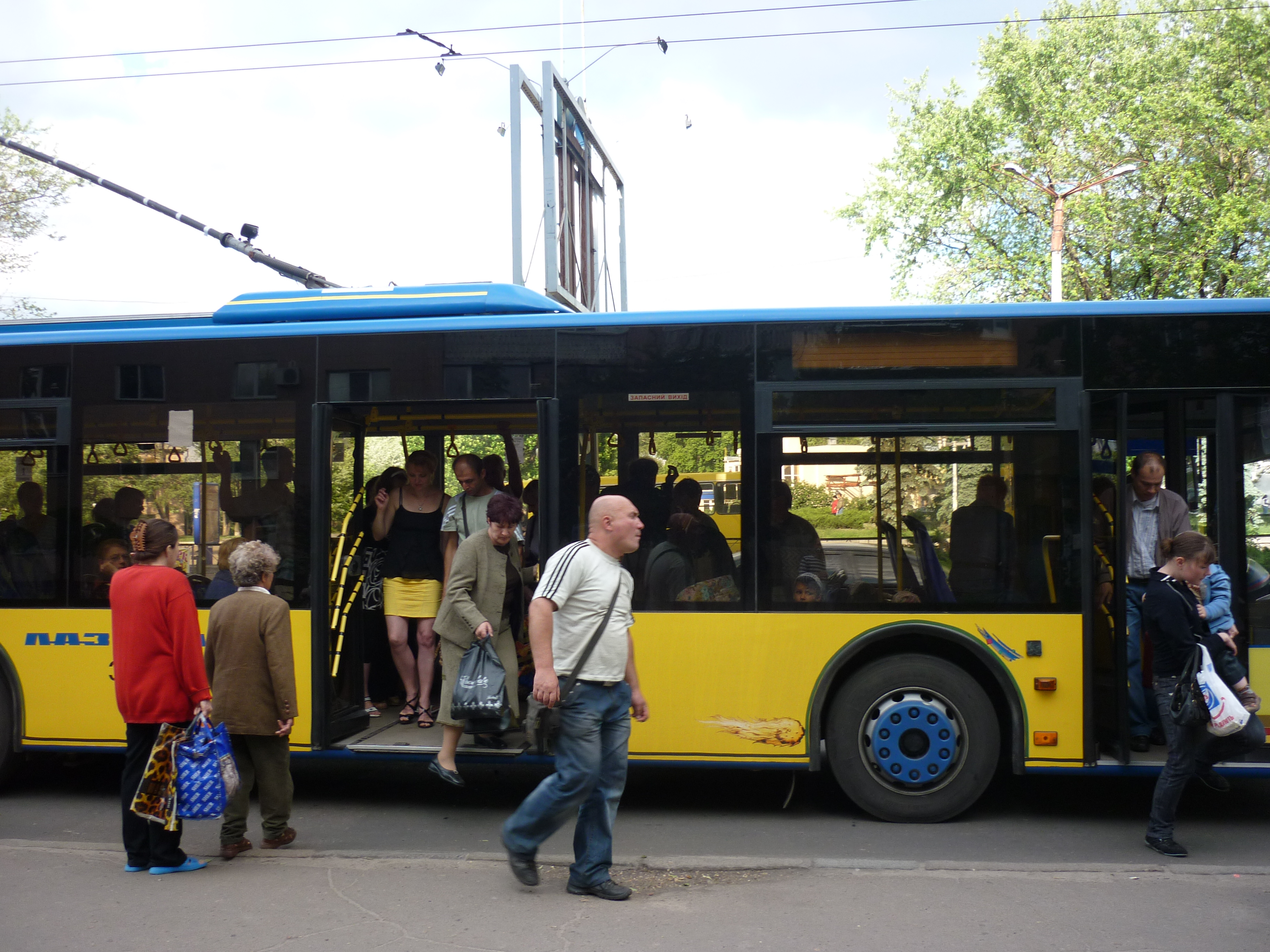
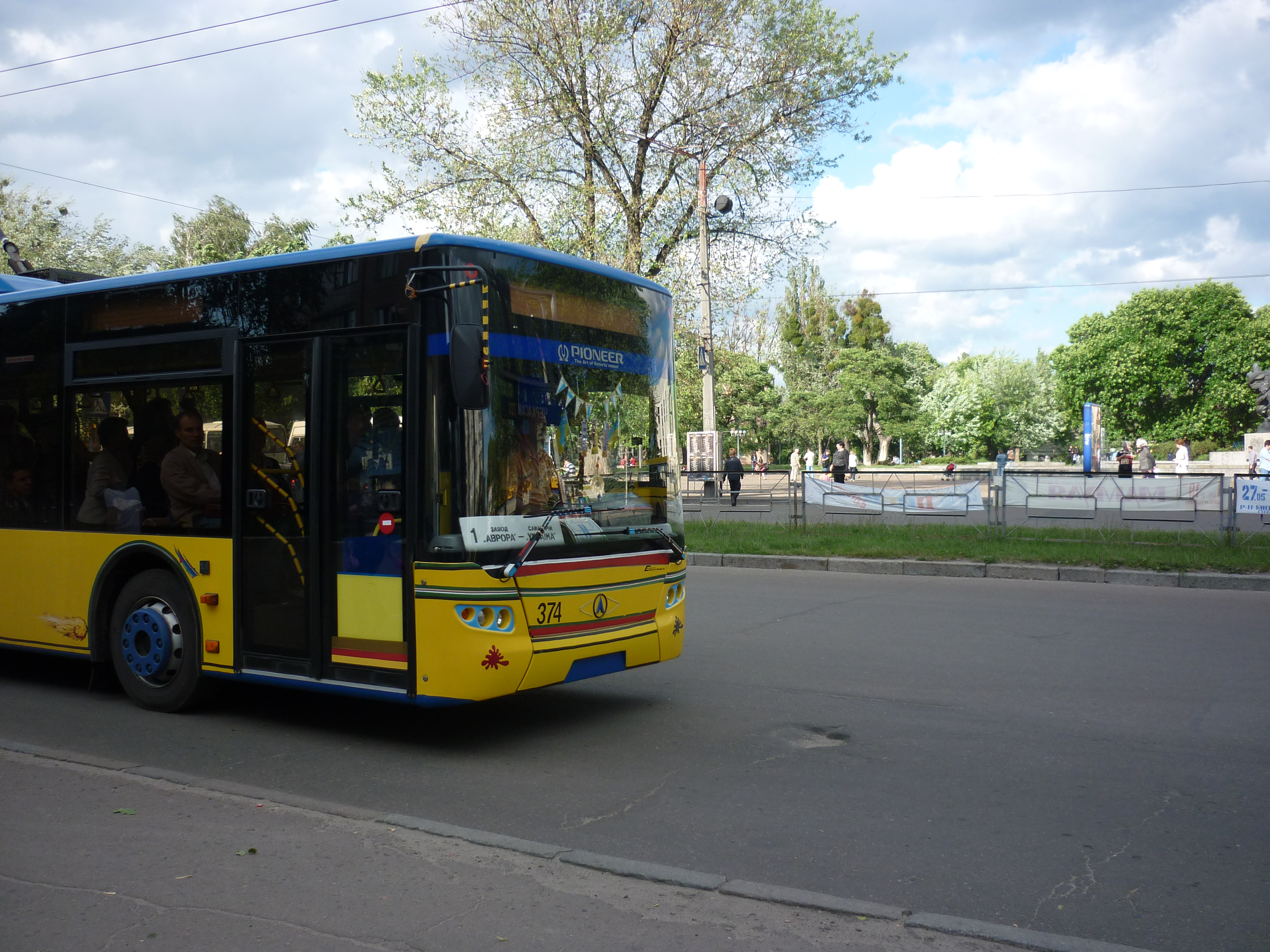
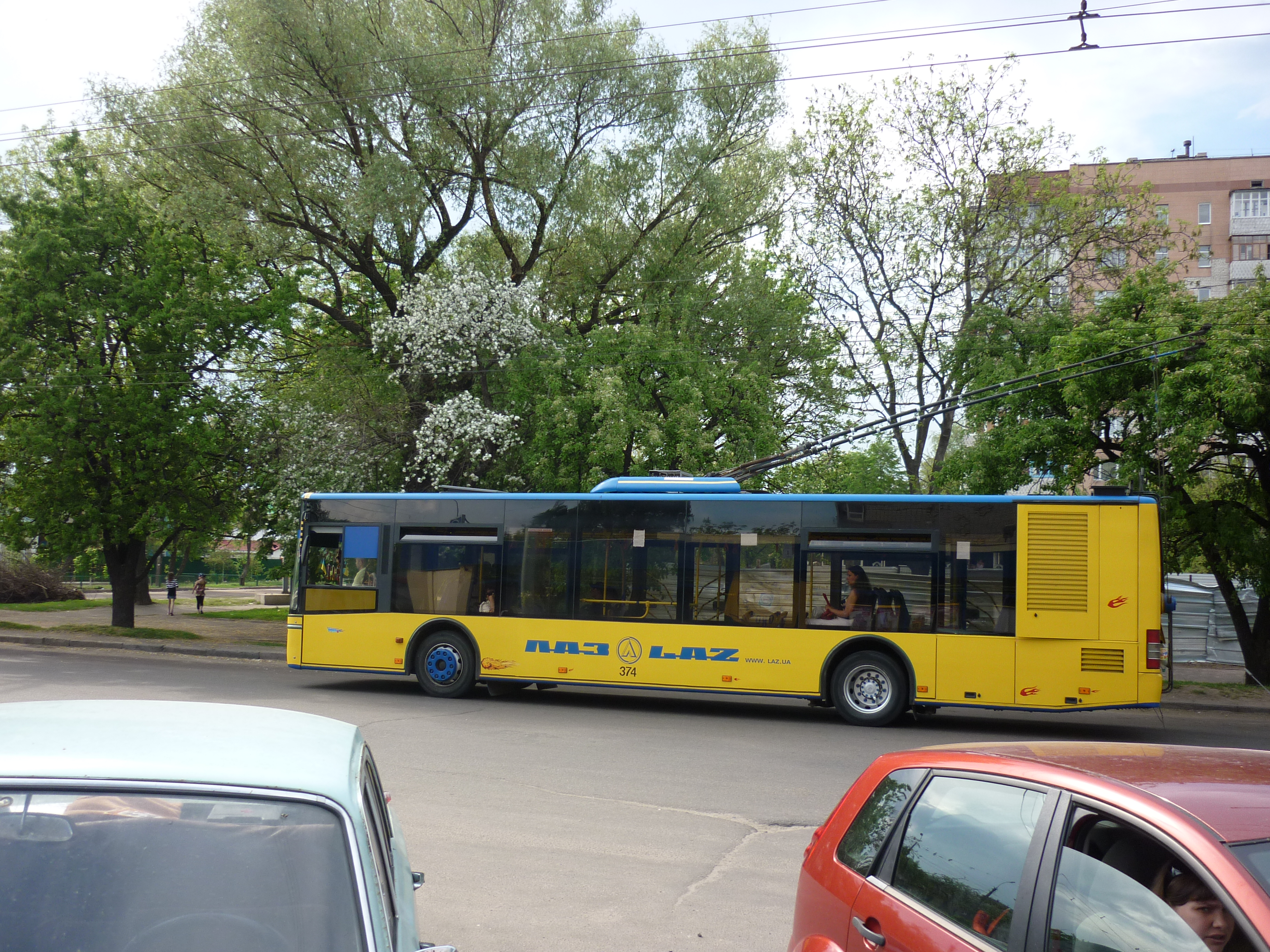
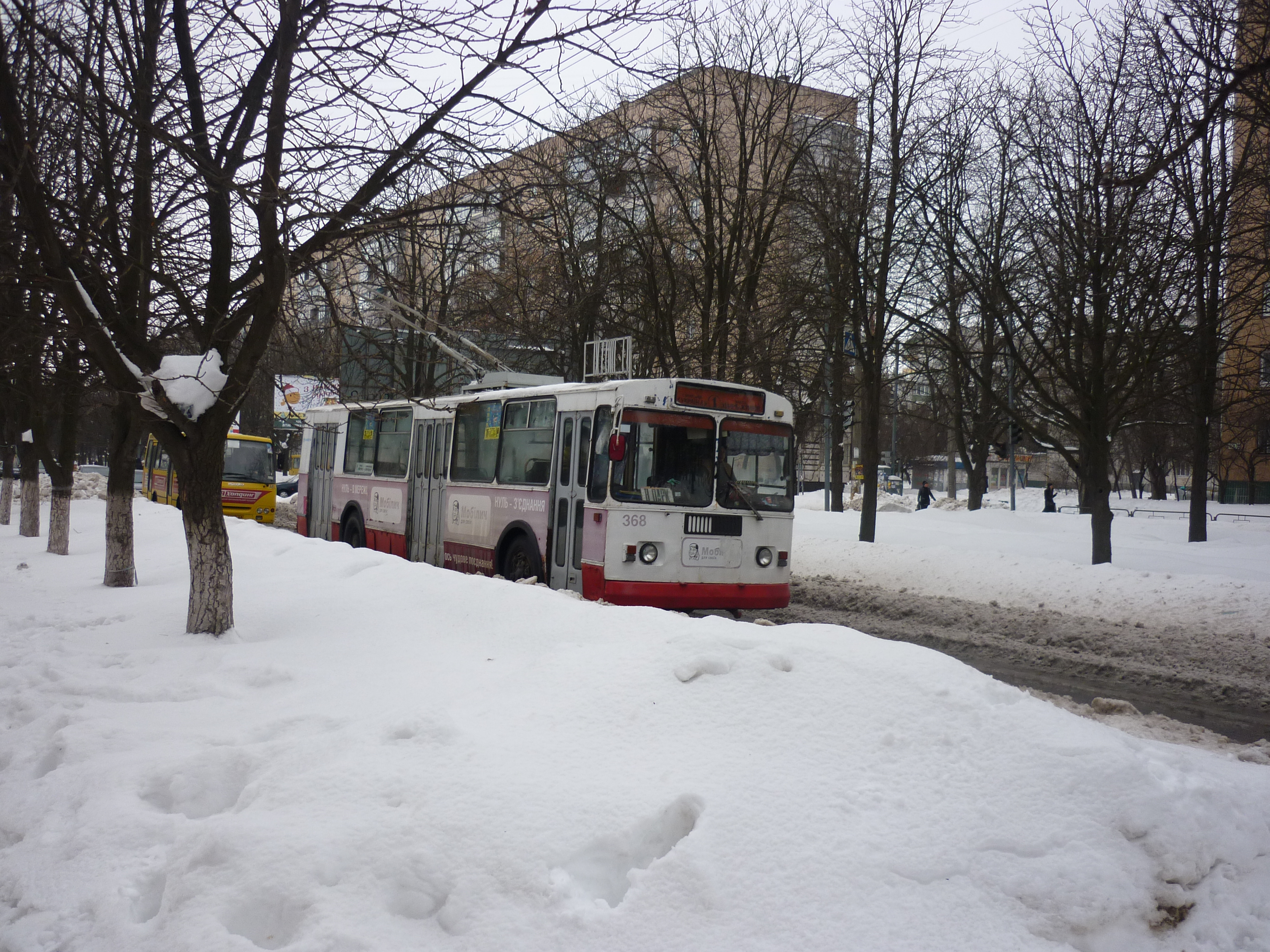
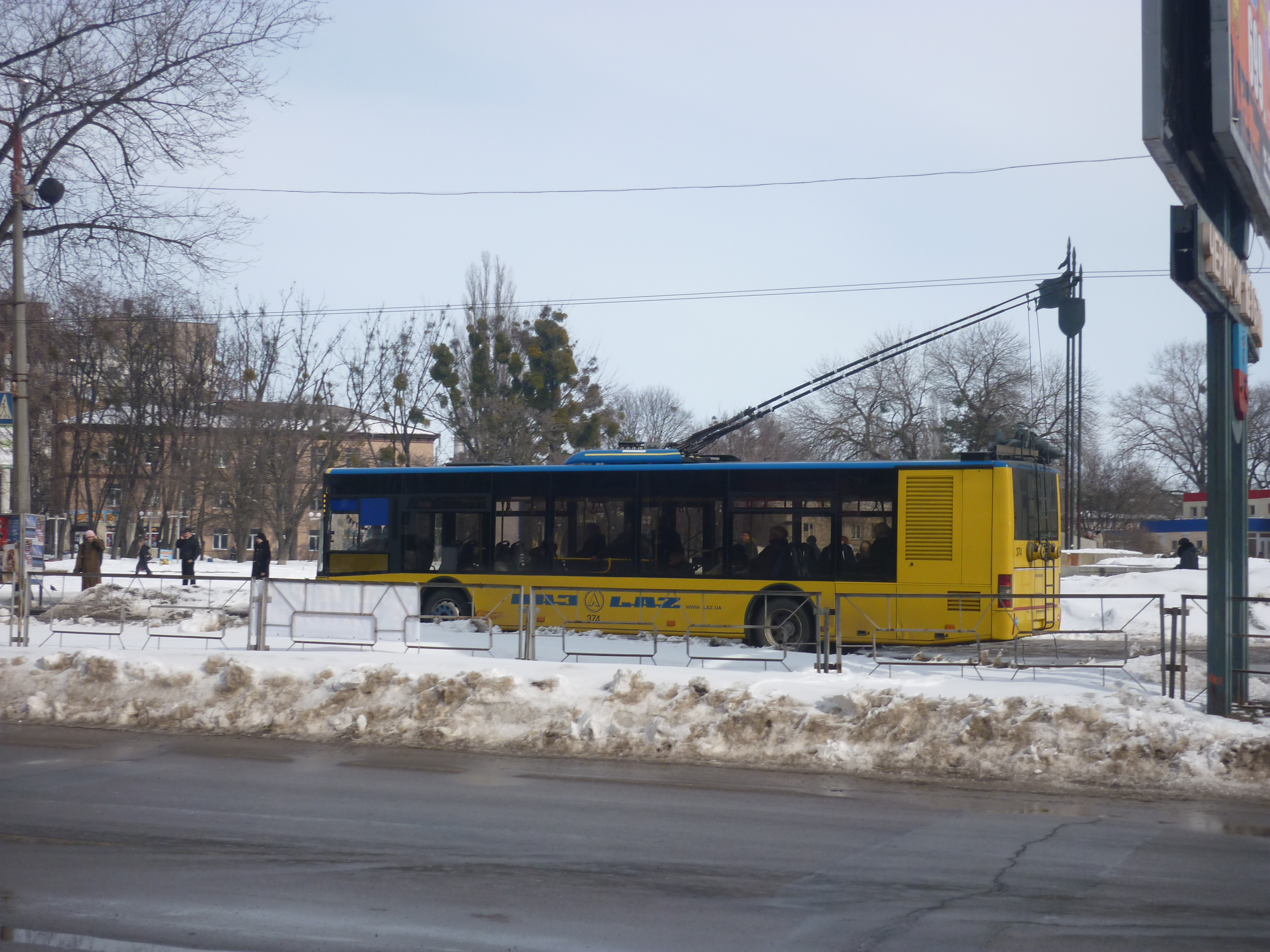

## Експлуатуюче підприємство
Комунальне підприємство «Черкасиелектротранс» Черкаської міської ради (КП «ЧЕТС»), адреса: 18036, Черкаси, проспект Хіміків, 82.
49°24′07″ пн. ш. 32°03′14″ сх. д. / 49.401814° пн. ш. 32.053947° сх. д.

## Статистична інформація
| Обсяги перевезень |                                 |
| Рік               | Перевезено пасажирів, тис. чол. |
| ----------------- | ------------------------------- |
| 1995              | 28 997,1                        |
| 1996              | 45 172,6                        |
| 1997              | 45 319,6                        |
| 1998              | 45 842,6                        |
| 1999              | 31 641,7                        |
| 2000              | 38 889,5                        |
| 2001              | 45 462,8                        |
| 2002              | 39 103,5                        |
| 2003              | 28 910,2                        |
| 2004              | 23 902,2                        |
| 2005              | 29 597,9                        |
| 2006              | 23 214,9                        |
| 2007              | 21 741,2                        |
| 2008              | 30 929,0                        |
| 2009              | 22 826,6                        |
| 2010              | 26 098,1                        |
| 2011              | 37 602,3                        |
| 2012              | 17 846,7                        |
| 2013              | 18 661,0                        |
| 2014              | 18 466,4                        |
| 2015              | 19 592,3                        |
| 2016              | 19 416,7                        |